# Melaniparus
Melaniparus je rod afrických sýkor. Tyto druhy byly dříve zařazeny do rodu Parus, ale byly přesunuty do rodu Melaniparus na základě molekulární fylogenetické analýzy publikované v roce 2013, která ukázala, že tyto africké sýkory představují odlišný klad. 

## Taxonomie
Rod Melaniparus původně ustanovil francouzský přírodovědec Charles Lucien Bonaparte v roce 1850 pro druh Melaniparus niger. Jméno rodu kombinuje starořecké melas (melanos) = „černý“ a rod Parus zavedený Carlem Linné v roce 1758.
| Český název                               | Latinský název | Obrázek | Domovina | Poddruhy                                                          |
| ----------------------------------------- | --- | ------- | -------- | ----------------------------------------------------------------- |
| sýkora akáciová                           | Melaniparus cinerascens (Vieillot, 1818) |         |          | ssp. (M. c. benguelae) (M. c. cinerascens)                        |
| sýkora bělobřichá                         | Melaniparus albiventris (Shelley, 1881) |         |          |                                                                   |
| sýkora bělokřídlá                         | Melaniparus leucomelas (Rüppell, 1840) |         |          | ssp. (M. l. insignis) (M. l. leucomelas)                          |
| sýkora černá                              | Melaniparus niger (Vieillot, 1818) |         |          | ssp. (M. n. niger) (M. n. ravidus) (M. n. xanthostomus)           |
| sýkora etiopská                           | Melaniparus leuconotus (Guérin-Méneville, 1843)                                                                                                 |         |          |                                                                   |
| sýkora jižní                              | Melaniparus afer (J. F. Gmelin, 1789) |         |          | ssp. (M. a. afer) (M. a. arens)                                   |
| sýkora miombová (syn. sýkora Sinclairova) | Melaniparus griseiventris (Reichenow, 1882) |         |          |                                                                   |
| sýkora rehkovitá                          | Melaniparus rufiventris (Bocage, 1877) |         |          | ssp. (M. r. diligens) (M. r. masukuensis) (M. r. rufiventris)     |
| sýkora rezavokrká (syn. sýkora Newmanova) | Melaniparus fringillinus (Fischer & Reichenow, 1884)                                                                                            |         |          |                                                                   |
| sýkora rudokrká                           | Melaniparus funereus J. Verreaux & E. Verreaux, 1855                                                                                            |         |          | ssp. (M. f. funereus) (M. f. gabela)                              |
| sýkora ruwenzorská                        | Melaniparus fasciiventer (Reichenow, 1893) |         |          | ssp. (M. f. fasciiventer) (M. f. kaboboensis) (M. f. tanganjicae) |
| sýkora somálská                           | Melaniparus thruppi (Shelley, 1885) |         |          |                                                                   |
| (sýkora namibijská)                       | Melaniparus carpi (Macdonald & Hall, 1957) (syn. Parus niger carpi) (syn. Parus leucomelas carpi)                                               |         |          |                                                                   |
|                                           | Melaniparus guineensis (Shelley, 1900) (syn. M. leucomelas camerunensis) (syn. M. l. lacuum) (syn. M. l. leucopterus) (syn. M. l. purpurascens) |         |          |                                                                   |
|                                           | Melaniparus pallidiventris (Reichenow, 1885) (syn. Parus rufiventris pallidiventris)                                                            |         |          |                                                                   |